# Marianne Klappert
Marianne Klappert (* 28. November 1943 in Marburg; † 16. April 2008 in Freudenberg) war eine deutsche Politikerin (SPD).
Nach dem Besuch der Volksschule machte sie eine Lehre zur Industriekauffrau. In diesem Beruf war sie bis 1973 tätig, als sie Hausfrau wurde. Von 1985 bis 1990 war sie Zweigstellenleiterin der Volkshochschule des Kreises Siegen-Wittgenstein.
Klappert trat 1972 der SPD bei, 1973 wurde sie Mitglied des SPD-Unterbezirksvorstandes Siegen-Wittgenstein. Seit 1988 Vorstandsmitglied des SPD-Bezirks Westliches Westfalen. 1975 bis 1994 Mitglied des Rates der Stadt Freudenberg, 1979 bis 1984 stellvertretende Fraktionsvorsitzende, 1984 bis 1989 stellvertretende Bürgermeisterin. 
Sie war von 1990 bis 2002 Mitglied des Deutschen Bundestages. 1990 und 1994 wurde sie über die Landesliste der SPD Nordrhein-Westfalen gewählt und 1998 gewann sie den Wahlkreis Siegen-Wittgenstein direkt. Zuletzt gehörte sie dem Ausschuss für Fremdenverkehr und Tourismus sowie dem Ausschuss für Verbraucherschutz, Ernährung und Landwirtschaft an. 